# 杉本剛章
杉本 剛章（すぎもと よしふみ、1984年6月24日 - ）は、日本の元ラグビー選手。

## プロフィール
- 大阪府出身。
- ポジションはフッカー(HO)。
- 身長 171cm、体重 98kg
- 代表は高校日本代表、U19日本代表、関東代表[1]。
- 共に実弟の晃一（トヨタ自動車）博昭（クボタ）もラグビー選手[2]。
- 趣味：夏場はキャンプ　冬場はスノーボードをこよなく愛し、時間があれば愛車に乗って雪山へと向かう。

## 来歴
小学校から布施ラグビースクールでラグビーを始めた。
大阪市立東生野中学校（通称：トンナマ）ラグビー部出身。
大工大高時代には高2,3年時に花園に出場。3年では主将を務めた。
2003年、大工大高校卒業後、明治大学に入学。
2007年、明治大学卒業後、三菱重工相模原ダイナボアーズに加入。同年11月3日に行われたジャパンラグビートップリーグ第2節のトヨタ自動車ヴェルブリッツ戦に途中出場して公式戦初出場を果たす。
2016年、全早慶明ラグビーに全明大の選手として出場したのを最後に現役を引退した。